# Högskola

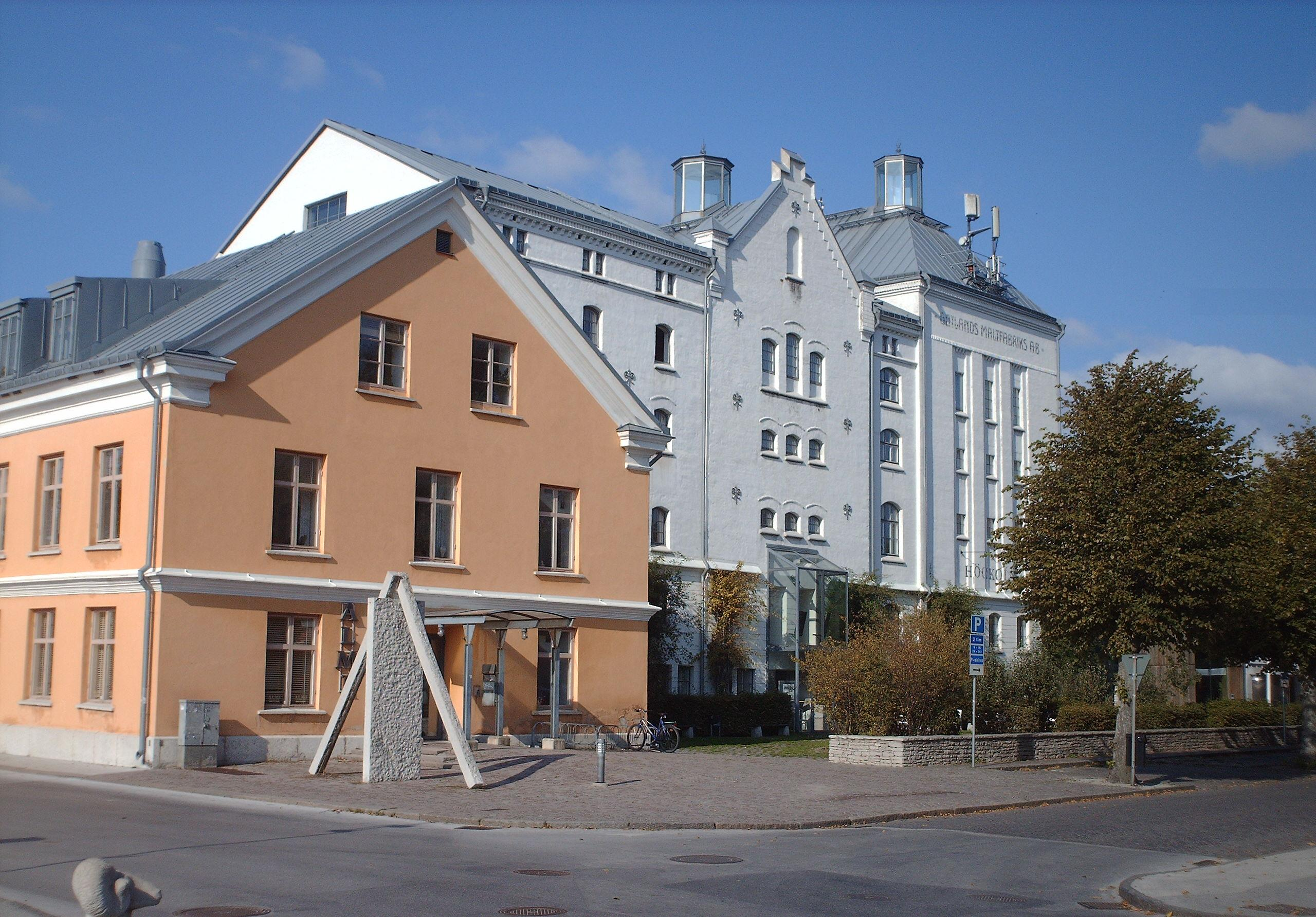
Den tidigare Högskolan på Gotland (numera Uppsala universitet - Campus Gotland).

En högskola är ett lärosäte för tertiärutbildning som bedriver grundutbildning samt forskning i åtminstone begränsad omfattning. 
I Sverige har det administrativt motsvarats av att lärosätet endast tilldelats ett vetenskapsområde (fakultet); ett högre lärosäte i Sverige med utbildning och forskning inom flera områden har brukat benämnas universitet. Sedan 2010 är vetenskapsområdena avskaffade, och det är numera regeringen som beslutar om en statlig högskola har rätt att kalla sig universitet.
Begreppet användes i äldsta tid som en synonym till gymnasium. Det kom därefter att användas främst om utbildningar på högre nivå som inte kunde inordnas i den gängse akademiska traditionen. Den första skolan i Sverige att använda begreppet var Krigshögskolan 1866. Därefter följde 1877 Tekniska högskolan, Stockholms högskola och Artilleri- och ingenjörhögskolan 1878, Göteborgs högskola 1889, Sjökrigshögskolan 1898, Handelshögskolan i Stockholm 1909, Veterinärhögskolan 1914, Skogshögskolan 1915 Göteborgs handelshögskola 1923 och Lantbrukshögskolan 1931. En speciell variant blev folkhögskolorna.
I början av 1900-talet började man skilja ut fackhögskolor med en specialinriktad utbildning, dels övriga högskolor, och folkhögskolorna började skiljas ut som en annan typ av utbildning än övriga högskolor. De större högskolorna började under 1900-talet även att bredda sina utbildningar, särskilt efter andra världskriget, och blev alltmer lika mindre universitet. De fyra äldsta universiteten fick 1967 filialer, Uppsala universitet i Örebro, Lunds universitet i Växjö, Göteborgs universitet i Karlstad och Stockholms universitet i Linköping.  Med högskolereformen 1977 blev högskola en gemensam benämning för universitet och högskolor.